# レスリー・ニールセン
レスリー・ニールセン（Leslie Nielsen, 本名：Leslie William Nielsen OC, 1926年2月11日 - 2010年11月28日）は、カナダ出身の俳優。『裸の銃を持つ男』シリーズなどのコメディ映画で知られる。カナダ勲章受章者。

## 経歴
カナダのサスカチュワン州レジャイナ生まれ。母親のメイベルはウェールズ系、父親イングバードはデンマーク系の警察官であった。2人兄弟であり、兄のエリク・ニールセンは政治家として1984年から1986年までカナダ副首相（Deputy Prime Minister of Canada）を務めた。他に異母兄弟が1人いる。親戚に俳優のジーン・ハーショルトがいる。
聴覚に問題があったが17歳で軍に入り、第二次世界大戦中にカナダ空軍で銃手として訓練を受け、退役後はトロントの演劇学校で学ぶ。ラジオのDJを経てアメリカに渡り、奨学金を得てネイバーフッド・プレイハウスや、アクターズ・スタジオでも学んだ。
1948年にテレビデビュー。当初はアクション映画を中心に出演する一方、シリアスな作品においても活躍していた。この頃の出演作に『禁断の惑星』『ポセイドン・アドベンチャー』などがある。1960年代以降はテレビ映画でも活躍する。コメディ作品の初出演は、1980年公開の映画『フライングハイ』である。これによって、ニールセンに新たな魅力が加わった。
『フライングハイ』でニールセンが演じたのは、ストーリー半ばから登場する搭乗客「ルーマック医師」役である。同作でニールセンは、冷静な表情でナンセンスなジョークを言ったり、とんちんかんな勘違いをして顔色を変えるなどといったコメディシーンを見事に演じ切った。『フライングハイ』制作スタッフによると、この映画への出演をニールセンに打診した際、ニールセンは思うところがあったらしく、OKともNOとも言わずに発言を保留した。そこでスタッフは、1950年代に制作・公開された『Zero Hour』のビデオをニールセンに渡した。ニールセンは『Zero Hour』を観終えて、自分の役回りや台本のあちらこちらに散りばめられた台詞の意味を理解し、この作品において彼ならではとも言える演技を見事に披露する。これ以降、コメディ作品でのニールセンの存在が確立されたという（2003年発売の同映画DVD特典において、当時の制作スタッフが同趣旨のコメントをしている）。
1988年に『裸の銃を持つ男』が大ヒットしてからは、もっぱらコメディ作品に出演するようになる。コメディ作品でのニールセンは、一見銀髪の渋い紳士だが、やることなすことヘマばかりという役どころが定番だった。ドジを踏むときにおかしな表情を見せるかと思えば、周りでは大騒動が起きているのにニールセンだけくつろいだ面持ちで飲食するなどのシーンも見られる。
日本では『裸の銃を持つ男』のイメージがあまりに強烈だったため、以降に日本で公開されたニールセン出演作品の多くに『裸の……』『……を持つ男』という邦題が付けられるようになった。日本の人気番組『加トちゃんケンちゃんごきげんTV』や『志村けんのだいじょうぶだぁ』にも登場し、加藤茶や志村けんらと共演したこともある。ゴルフ好きで、ゴルフものの作品への出演（邦題『裸のクラブを持つ男』）や著作もあるが、内容はもちろんおふざけである。
私生活では4度結婚し、2人目の妻との間に娘が二人いる。
2010年11月28日、フロリダ州のフォートローダーデールの病院にて、肺炎とそれに伴う合併症の為に死去した。84歳没。

## 主な出演作

### 映画
| 公開年 | 邦題 原題                                                                                | 役名                                                 | 備考                   |
| ------ | ---------------------------------------------------------------------------------------- | ---------------------------------------------------- | ---------------------- |
| 1956   | 誘拐 Ransom!                                                                             | チャーリー                                           |                        |
| 1956   | 禁断の惑星 Forbidden Planet                                                              | J・J・アダムス                                       |                        |
| 1956   | 放浪の王者 The Vagabond King                                                             | ティボルト                                           |                        |
| 1958   | 縄張り The Sheepman                                                                      | スティーブン・ベッドフォード／ジョニー・ブレッドソー |                        |
| 1964   | 小さな逃亡者 See How They Run                                                            | エリオット・グリーン                                 | テレビ映画             |
| 1966   | ハーロー Harlow                                                                          | リチャード                                           |                        |
| 1966   | シャイアン砦 The Plainsman                                                               | ジョージ・アームストロング・カスター                 |                        |
| 1966   | ボージェスト Beau Geste                                                                  | Lt. De Ruse                                          |                        |
| 1967   | 早射ちガンマン Gunfight in Abilene                                                       | グラント・エヴァーズ                                 |                        |
| 1967   | 誇り高き戦場 Counterpoint                                                                | ヴィクター・ライス                                   |                        |
| 1969   | 黒の捜査線 Change of Mind                                                                | ウェブ保安官                                         |                        |
| 1970   | 真夜中の目撃者 Night Slaves                                                              | ヘンショー保安官                                     | テレビ映画             |
| 1970   | 深海パニック・決死の大爆破 The Aquarians                                                 | 役人                                                 | テレビ映画             |
| 1970   | 二重スパイ・国際謀略作戦 Hauser's Memory                                                 | ジョセフ・スローター                                 | テレビ映画             |
| 1971   | ザカリー・ホイラーの復活/機密指令!大統領候補を殺すな The Resurrection of Zachary Wheeler | ハリー・ウォルシュ                                   |                        |
| 1971   | 保険金殺人事件 They Call It Murder                                                       | フランク                                             | テレビ映画             |
| 1972   | ポセイドン・アドベンチャー The Poseidon Adventure                                        | ハリソン船長                                         |                        |
| 1973   | 誘拐 Snatched                                                                            | ビル                                                 | テレビ映画             |
| 1976   | 大強奪 Brinks: The Great Robbery                                                         | ノーマン・ヒューストン捜査官                         | テレビ映画             |
| 1977   | アニマル大戦争 Day of the Animals                                                        | ポール・ジェンソン                                   |                        |
| 1977   | ビバ・ニーベル Viva Knievel!                                                             | スタンリー・ミラード                                 |                        |
| 1977   | アムステルダム・キル The Amsterdam Kill                                                  | ライリー・ナイト                                     |                        |
| 1978   | リトル・モー Little Mo                                                                   | ネルソン・フィッシャー                               | テレビ映画             |
| 1979   | シティ・オン・ファイア City on Fire                                                      | ウィリアム・ダドリー                                 |                        |
| 1980   | フライングハイ Airplane!                                                                 | ドクター・ルマック                                   |                        |
| 1980   | プロムナイト Prom Night                                                                  | ミスター・ハモンド                                   |                        |
| 1982   | フォックスファイヤー・ライト Foxfire Light                                               | リース・モーガン                                     |                        |
| 1982   | シークレット・レンズ Wrong Is Right                                                      | マロリー                                             |                        |
| 1982   | クリープショー Creepshow                                                                 | リチャード・ヴィッカーズ                             |                        |
| 1983   | 夜のブリッジ・ダウン The Night the Bridge Fell Down                                      | ポール                                               | テレビ映画             |
| 1983   | 洞窟探検 Cave In!                                                                        | ジョー・ジョンソン                                   | テレビ映画             |
| 1983   | レスリー・ニールセンの裸の宇宙銃を持つ男 The Creature Wasn't Nice                        | ジェイミソン                                         |                        |
| 1985   | RECKLESS DISREGARD レックレス・ディスリガード Reckless Disregard                         | ボブ・フランクリン                                   | テレビ映画             |
| 1985   | ブレード・イン・香港 Blade in Hong Kong                                                  | ハリー                                               | テレビ映画             |
| 1986   | スキューバ・バトル/地獄の爆弾要塞 The Patriot                                            | フレイザー                                           |                        |
| 1986   | ミスター・ソウルマン Soul Man                                                            | ダンバー                                             |                        |
| 1986   | 黙示録1945/ここに核の全てがある Race for the Bomb                                        | ルイス・ストラウス                                   | テレビ映画             |
| 1986   | メタルフォース/蒼き戦士 Nightstick                                                       | エヴァンス                                           | テレビ映画             |
| 1987   | 掠奪された億万＄の花婿 Home Is Where the Hart Is                                         | ナッシュヴィル・シュワルツ                           |                        |
| 1988   | 裸の銃を持つ男 The Naked Gun: From the Files of Police Squad!                            | フランク・ドレビン                                   |                        |
| 1989   | ビキニ・ギャル・パニック Dangerous Curves                                                | グレッグ                                             |                        |
| 1990   | 裸の十字架を持つ男/エクソシストフォーエバー Repossessed                                  | ジェバダイア・メイアイ神父                           |                        |
| 1991   | 裸の銃を持つ男PART2 1/2 The Naked Gun 21⁄2: The Smell of Fear                            | フランク・ドレビン                                   |                        |
| 1991   | クリスマスに万歳! All I Want for Christmas                                               | サンタ                                               |                        |
| 1993   | 鉄の顔を持つ男 Surf Ninjas                                                               | Colonel Chi                                          |                        |
| 1994   | 裸の銃を持つ男PART33 1/3 最後の侮辱 Naked Gun 33 1/3: The Final Insult                   | フランク・ドレビン                                   |                        |
| 1994   | レスリー・ニールセン/裸のローマ帝国2000 1/2年前 S.P.Q.R. 2000 e 1/2 anni fa              | Lucio Cinico                                         | イタリア映画           |
| 1995   | レンタル・キッズ/お子様貸します! Rent-a-Kid                                              | ハリー                                               | テレビ映画             |
| 1995   | レスリー・ニールセンのドラキュラ Dracula: Dead and Loving It                             | ドラキュラ伯爵                                       |                        |
| 1996   | ハーヴィ/裸のウサギを持つ男 Harvey                                                       | Dr. Chumley                                          | テレビ映画             |
| 1996   | スパイ・ハード Spy Hard                                                                  | ディック・スティール                                 | 出演・製作総指揮       |
| 1997   | Mr.マグー Mr. Magoo                                                                      | Mr.マグー                                            |                        |
| 1998   | 裸の銃を持つ逃亡者 Wrongfully Accused                                                    | ライアン・ハリソン                                   |                        |
| 2000   | レスリー・ニールセンの2001年宇宙への旅 2001: A Space Travesty                            | リチャード・ディックス                               | 脚本・出演・製作総指揮 |
| 2000   | レスリー・ニールセン 裸のサンタクロース Santa Who?                                       | サンタクロース                                       | テレビ映画             |
| 2001   | アラスカ・ケビン 史上最大の犬ぞり大作戦 Kevin of the North                               | クライヴ・ソーントン                                 |                        |
| 2002   | レスリー・ニールセンの裸の石を持つ男 Men with Brooms                                     | ゴードン・カッター                                   |                        |
| 2003   | 最'狂'絶叫計画 Scary Movie 3                                                             | ハリス大統領                                         |                        |
| 2006   | 最終絶叫計画4 Scary Movie 4                                                              | ハリス大統領                                         |                        |
| 2008   | スーパーヒーロームービー!! -最'笑'超人列伝- Superhero Movie                              | アルバート                                           |                        |
| 2008   | 最終突撃取材計画! An American Carol                                                      | オサマ・ビン・ニールセン                             |                        |
| 2009   | 最'恐?!'絶叫計画 Stan Helsing                                                            | カイ                                                 |                        |

### テレビシリーズ
| 放映年    | 邦題 原題                                      | 役名                                                     | 備考                                                        |
| --------- | ---------------------------------------------- | -------------------------------------------------------- | ----------------------------------------------------------- |
| 1961-1962 | The New Breed                                  | プライス・アダムス警部補                                 | 34エピソード                                                |
| 1965      | Peyton Place                                   | ヴィンセント／ケネス                                     | 18エピソード                                                |
| 1965      | ドクター・キルデア Dr. Kildare                 | ハリー・クレバー                                         | 9エピソード                                                 |
| 1968      | 0011ナポレオン・ソロ The Man from U.N.C.L.E.   | マクシミリアン・ハーマン将軍                             | エピソード『地球を盗む男』                                  |
| 1970      | Bracken's World                                | ジョン・ブラッケン                                       | 15エピソード                                                |
| 1971 1975 | 刑事コロンボ Columbo                           | ピーター・ハミルトン 被害者:ジェロニモ (CIAオペレーター) | 『もう一つの鍵』（1972） 『仮面の男』(1975)                 |
| 1975      | 燃えよ!カンフー Kung Fu                        | ヴィンセント                                             | 4エピソード                                                 |
| 1979      | ホワイト・ハウス Backstairs at the White House | アイク・フーヴァー                                       | ミニシリーズ                                                |
| 1982      | フライング・コップ Police Squad!               | フランク・ドレビン                                       | 全6話                                                       |
| 1985 1986 | ジェシカおばさんの事件簿 Murder, She Wrote     | ダニエルズ デヴィッド・エヴェレット                      | 『あの世から夫が招く』（1985） 『黄金は海底に眠れ』（1986） |
| 1994-1999 | 騎馬警官 Due South                             | バック・フロビシャー                                     | 4エピソード                                                 |
| 2004-2005 | Zeroman                                        | ゼロマン                                                 | 14エピソード                                                |

## 日本語吹き替え
主に担当したのは、以下の二人である。
中村正
『ボー・ジェスト』で初担当。ニールセンを持ち役としていたことで知られている。
羽佐間道夫
『裸の銃を持つ男 PART2 1/2』（テレビ朝日版）で初担当。上記の中村の次に多く吹き替えている。
このほかにも、小林修、小島敏彦、大木民夫、広川太一郎なども声を当てている。